# كينيث إتش كوبر
كينيث إتش كوبر (بالإنجليزية: Kenneth H. Cooper)‏ هو عالم ومخترع أمريكي، ولد في 30 مارس 1931 في الولايات المتحدة.

## وصلات خارجية
- كينيث إتش كوبر على موقع الموسوعة البريطانية (الإنجليزية)